# منگلورسوات
منگلورسوات (به انگلیسی: Manglawar) یک روستا در پاکستان است که در خیبر پختونخوا واقع شده‌است. منگلورسوات ۴۵٬۰۰۰ نفر جمعیت دارد و ۹۸۷ متر بالاتر از سطح دریا واقع شده‌است.